# Loxobates minor
Loxobates minor là một loài nhện trong họ Thomisidae.
Loài này thuộc chi Loxobates. Loxobates minor được Hirotsugu Ono miêu tả năm 2001.